# Serra (Brazília)
Serra nagyváros Brazília keleti részén, Espírito Santo államban.  Serra Fundão, Vitória, Cariacica és Santa Leopoldina községekkel határos. Lakosainak száma 520 653 fő (2022).

## Népesség
Serra népességének növekedése 1872 óta
| Lakosok száma | 321 181 | 409 267 | 485 376 | 527 240 | 536 765 | 520 653 |
|               | 2000    | 2010    | 2015    | 2020    | 2021    | 2022    |

## Kerületek
A város kerületei (bairros):
- André Carloni
- Alterosa
- Bairro de Fátima
- Balneário de Carapebus
- Barcelona
- Barro branco
- Bicanga
- Boa Vista
- Carapina
- Central Carapina
- Chácara Parreiral
- Cidade Continental
- Colina de Laranjeiras
- Eurico Salles
- Feu Rosa
- Hélio Ferraz
- Jardim Carapina
- Jardim Limoeiro
- Jardim Tropical
- José de Anchieta
- Laranjeiras
- Laranjeiras II
- Laranjeiras velha
- Manoel Plaza
- Morada de Laranjeiras
- Nova Almeida
- Nova Carapina1
- Nova Carapina2
- Nova Zelandia
- Novo Horizonte
- Novo Porto Canoa
- Porto Canoa
- Rosário de Fátima
- São Diogo I
- São Diogo II
- São Geraldo
- Serra Dourada I
- Serra Dourada II
- Serra Dourada III
- Taquara
- Taquara I
- Taquara I
- Taquara III
- Valparaíso
- Vila Nova De Colaraes

## Fordítás
- Ez a szócikk részben vagy egészben  a   Serra_(Espírito_Santo) című portugál Wikipédia-szócikk fordításán alapul.  Az eredeti cikk szerkesztőit annak laptörténete sorolja fel. Ez a jelzés csupán a megfogalmazás eredetét és a szerzői jogokat jelzi, nem szolgál a cikkben szereplő információk forrásmegjelöléseként.